# Praștie

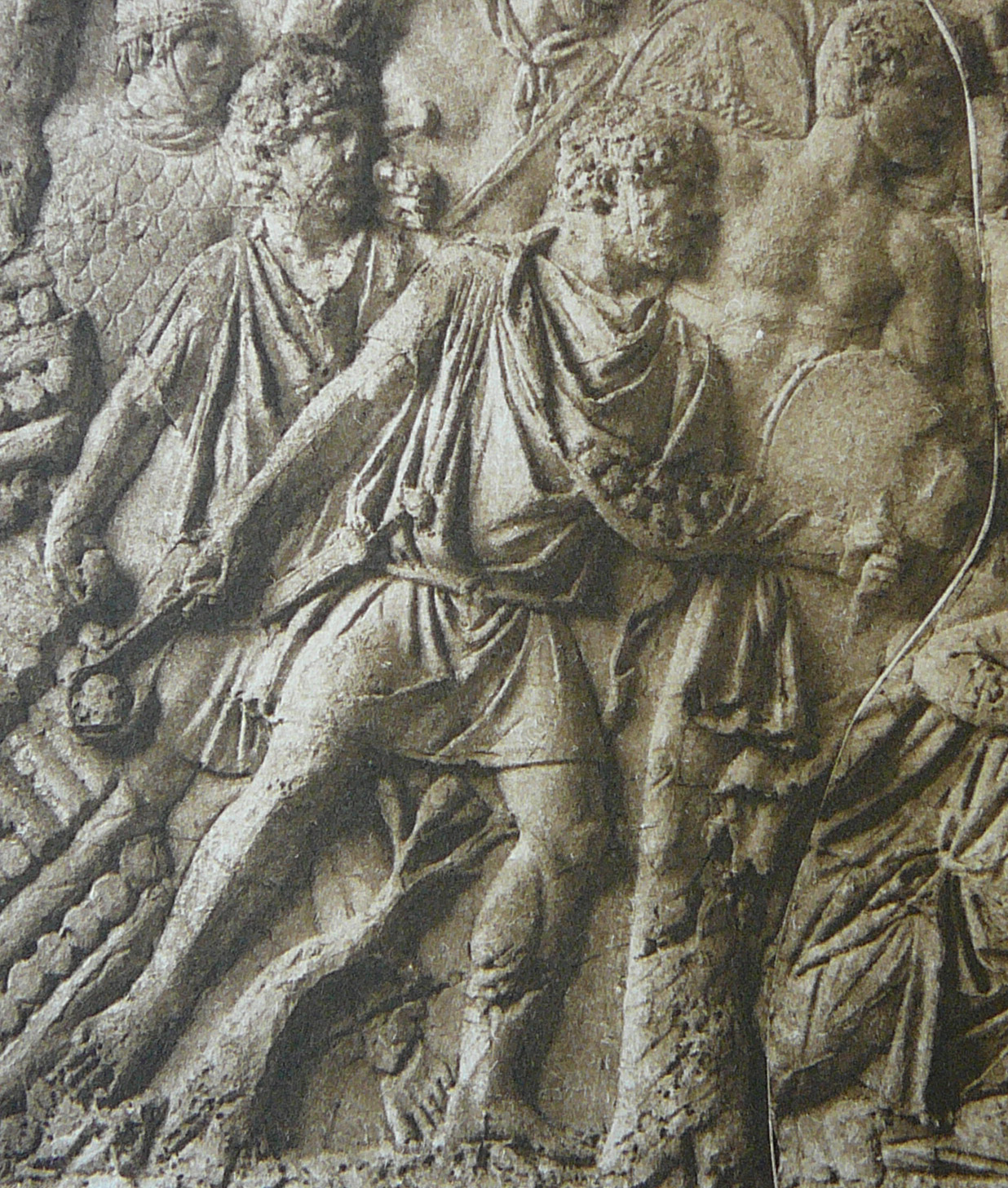
Basorelief de pe Columna lui Traian reprezentând un prăștier roman

Praștie se numește o veche armă de luptă formată dintr-o bucată de piele legată cu două sfori, cu care se aruncau pietre asupra dușmanului. Bile de piatră, folosite ca muniție pentru praștie, au fost descoperite în număr mare în castrele din Dacia.
Un capăt al praștiei este legat de mână, printr-un laț, iar celălalt se ține strâns în palmă. Se așază piatra în bucata de piele și se rotește praștia cu putere. Se dă drumul capătului ținut în mână atunci când praștia este în poziție laterală față de țintă. În felul acesta, bila de piatră pleacă pe o tangentă la cercul rotirii praștiei, și zboară cu forța acumulata prin rotirea violentă.
Prăștierul era un soldat din Antichitate, specializat în folosirea praștiilor de război. Rolul său era atât de important încât, în armata romană, prăștierii reprezentau un element esențial al tacticii militare, deoarece praștia era mult mai eficientă decât săgețile, atât ca distanță, cât și ca pagube provocate inamicilor.
Muniția folosită de obicei de către prăștiașii auxiliari romani era reprezentată de proiectile ovoidale confecționate din plumb (glandes plumbata) sau proiectile sferice, realizate din argilă arsă (glandes latericae), dar și proiectile din piatră, alese pe "calibru".

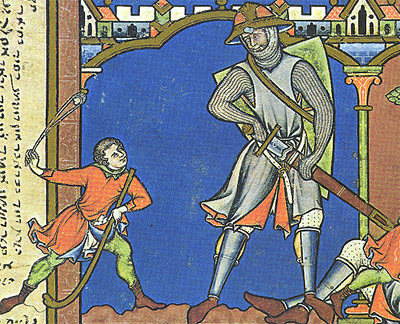
Miniatură reprezentând lupta dintre David și Goliat

Biblia relatează lupta dintre David și Goliat. Când Goliat a ridicat amenințător lancea sa, gata să-l sfărâme pe micul David dintr-o lovitură, acesta nu s-a speriat și iute și-a scos din traistă praștia sa ce o purta mereu la câmp, înșfăcă o piatră și, învârtind cu putere praștia deasupra capului său, slobozi dintr-o dată piatra, care zburând îl lovi pe Goliat drept în frunte. Piatra i-a pătruns în frunte prin chivără, iar el a căzut cu fața la pământ.